# Waukesha
Waukesha je město v okresu Waukesha County ve státě Wisconsin ve Spojených státech amerických. Jde o sedmé největší město ve Wisconsinu. Nachází se asi 30 kilometrů západně od Milwaukee, největšího města ve Wisconsinu, přičemž Waukesha je zároveň součástí jeho metropolitní oblasti.
S celkovou rozlohou 67 km² byla hustota zalidnění 1 100 obyvatel na km². K roku 2020 zde žilo 71 158 obyvatel. V roce 2014 došlo ve městě k pokusu o vraždu, když se dvě dvanáctileté dívky pokusily zavraždit jinou v souvislosti s mytickou postavou Slender Man. V listopadu 2021 došlo ve městě k útoku automobilem, při kterém zemřelo 6 lidí.